# Odbyt człowieka
Odbyt człowieka (l.mn.: odbyty; łac. ānus - „pierścień”, „okrąg”) – ujście odbytnicy, znajdujące się w karbie odbytu. Dwa zwieracze kontrolują wydalanie kału podczas defekacji, która jest główną funkcją odbytu. Są to: wewnętrzny zwieracz odbytu oraz zewnętrzny zwieracz odbytu – mięśnie okrężne, które zazwyczaj utrzymują zwężenie otworu i rozluźniają się w razie potrzeby w ramach normalnych procesów fizjologicznych. Wewnętrzny zwieracz działa niezależnie od woli, natomiast zewnętrzny podlega kontroli świadomej. Powyżej odbytu znajduje się krocze, które leży również poniżej sromu lub moszny. U ludzi odbyt męski jest bardziej owłosiony i silniej wybarwiony.
Ze względu na kontakt z kałem, odbyt może być podatny na szereg schorzeń, np. hemoroidy. Odbyt jest miejscem potencjalnych infekcji i innych schorzeń, w tym raka.
Odbyt może odgrywać rolę w seksualności (seks analny). Podejście do seksu analnego różni się w zależności od kultury i przekonań, a w niektórych krajach jest on nielegalny. Odbyt jest często uważany za tabu w kontekście społecznym i posiada wiele, zazwyczaj wulgarnych, określeń slangowych. Niektóre choroby przenoszone drogą płciową, w tym zespół nabytego niedoboru odporności oraz kłykciny kończyste, mogą być przenoszone podczas seksu analnego.

## Budowa
Odbyt stanowi końcową część przewodu pokarmowego i bezpośrednio rozpoczyna się od odbytnicy, przechodząc przez przeponę miednicy. Górna i dolna część odbytu otoczone są wewnętrznym i zewnętrznym zwieraczem odbytu, dwoma pierścieniami mięśniowymi kontrolującymi wypróżnianie. Odbyt otoczony jest na całej swojej długości fałdami zwanymi zastawkami odbytowymi, które zbiegają się w linii zwanej linią grzebieniastą. Jest to punkt przejściowy między jelitem tylnym a ektodermą w zarodku. Poniżej tego punktu błona śluzowa wewnętrznego odbytu staje się skórą. Linia grzebieniasta stanowi również granicę między odbytem wewnętrznym i zewnętrznym.
Odbyt otrzymuje krew z tętnicy odbytniczej dolnej i unerwienie z nerwów odbytniczych dolnych, które rozgałęziają się od nerwu sromowego.

### Mikroanatomia
Nabłonek wielowarstwowy walcowaty przewodu pokarmowego przechodzi w nabłonek wielowarstwowy płaski na poziomie linii grzebieniastej. W warstwowym nabłonku płaskim stopniowo gromadzą się gruczoły łojowe i apokrynowe. 

## Znaczenie kliniczne

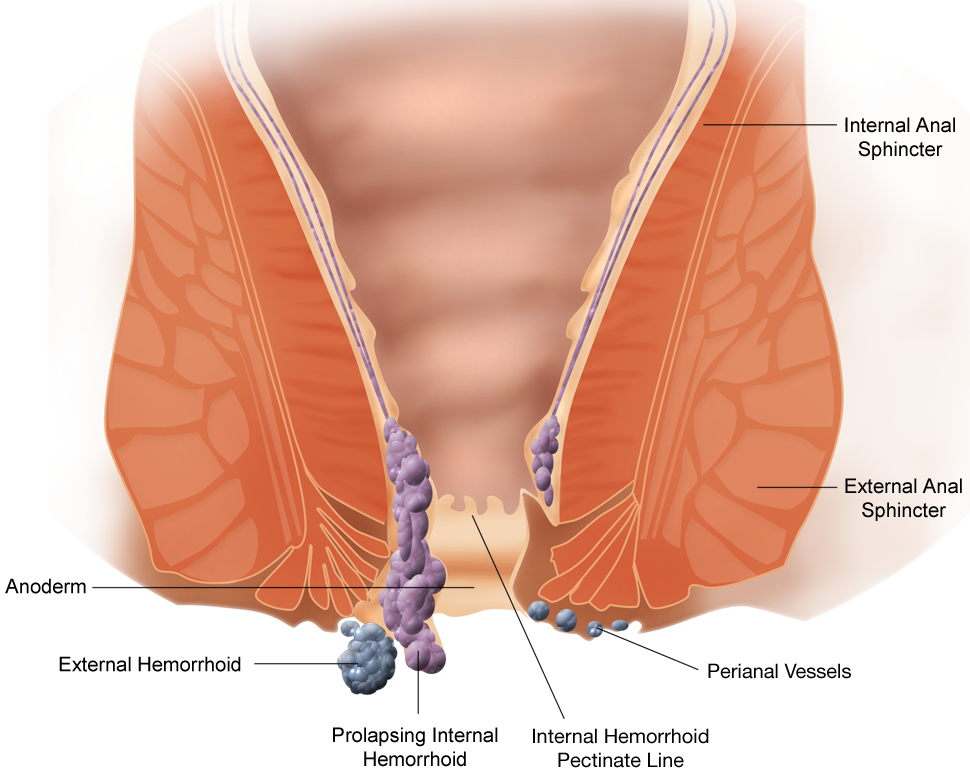
Ilustracja odbytu dotkniętego hemoroidami. Widoczna jest linia grzebieniasta, oddzielająca odbyt wewnętrzny od zewnętrznego.

Szczeliny odbytu to rozdarcia zewnętrznej wyściółki (błony śluzowej) odbytu. Są one wyjątkowo bolesne i pojawiają się po wypróżnieniu; inne objawy mogą obejmować niewielkie krwawienie, upławy lub swędzenie. Pęknięcia powstają w wyniku uszkodzenia błony śluzowej lub z powodu słabego miejscowego ukrwienia, które uniemożliwia prawidłowe gojenie, przy współudziale skurczu zewnętrznego zwieracza odbytu. Zwieracz zewnętrzny odbytu można rozluźnić, stosując kremy z nitrogliceryną, a zaparcia leczy się środkami przeczyszczającymi i poprawiając nawodnienie. Niektóre pęknięcia mogą wymagać wstrzyknięcia toksyny botulinowej; w najgorszych przypadkach może być konieczna interwencja chirurgiczna, taka jak boczna wewnętrzna sfinkterotomia odbytu lub anoplastyka przesunięcia .
Hemoroidy to widoczne naczynia krwionośne pochodzące z wewnętrznych lub zewnętrznych splotów żylnych odbytu. Hemoroidy mogą powodować: krwawienie po oddaniu stolca, ból lub swędzenie odbytu. Hemoroidy często są związane z parciem spowodowanym zaparciami i ciążą. Zazwyczaj leczenie hemoroidów polega na podawaniu środków przeczyszczających i zapobiegają parciu podczas zaparć. Niektóre hemoroidy wymagają leczenia operacyjnego, które może wiązać się z zastosowaniem metody Mitchell-Banksa, aby odciąć dopływ krwi; lub z wycięciem chirurgicznym .
Inne choroby kliniczne związane z odbytem to m.in. przetoka lub malformacje odbytu i odbytnicy.

### Zakażenia
Ropnie okołoodbytnicze powstają zazwyczaj w wyniku zakażenia normalnych gruczołów odbytu, a czasem w wyniku choroby Leśniowskiego-Crohna . Zwykle występują po bokach zwieraczy oraz między zwieraczem wewnętrznym i zewnętrznym, na powierzchni lub głębiej. Mogą się one powiększyć, rozszerzając się w kierunku odbytu i powodując powstanie nieprawidłowego połączenia zwanego przetoką okołoodbytniczą. Leczenie polega zazwyczaj na drenażu chirurgicznym  i podaniu antybiotyków .
Do innych zakażeń należą te związane z chorobami przenoszonymi drogą płciową oraz kłykcinami kończystymi.

### Nowotwory
Do chorób nowotworowych związanych z odbytem należą rak odbytu i śródnabłonkowa neoplazja odbytu.

### Świąd, nietrzymanie moczu i zaparcia

Hemoroid IV stopnia wystający z odbytu

Świąd odbytu jest najczęściej spowodowany długotrwałym narażeniem odbytu na działanie kału, powodując na przykład jak hemoroidy, przetoki i szczeliny; złą higienę lub przewlekłą biegunkę; miejscowe zakażenia, jak pleśniawka lub choroby skóry, takie jak łuszczyca i kontaktowe zapalenie skóry. Jeśli uda się zidentyfikować konkretną przyczynę, można podjąć leczenie w celu złagodzenia swędzenia. W przeciwnym razie leczenie polega na utrzymywaniu tego obszaru w czystości i suchości, zaprzestaniu stosowania miejscowych kremów i maści oraz potencjalnie zwiększających objętość stolca środków przeczyszczających w celu zmniejszenia ryzyka zanieczyszczenia kałem .
Uszkodzenie lub uraz zwieracza odbytu (w cięższych przypadkach niedrożność odbytu) w wyniku uszkodzenia podczas zabiegu chirurgicznego (np. w okolicy krocza) lub w wyniku seksu analnego może prowadzić do gazów jelitowych i (lub) nietrzymania stolca, przewlekłych zaparć i rozdęcia okrężnicy. Niekiedy występuje zarośnięcie odbytu wymagające leczenia operacyjnego w pierwszych dniach życia noworodka. Wskutek uszkodzenia zwieracza lub z przyczyn neurologicznych (np. w pourazowym uszkodzeniu rdzenia kręgowego) wystąpić może nietrzymanie stolca.

## Społeczeństwo i kultura

### Seksualność

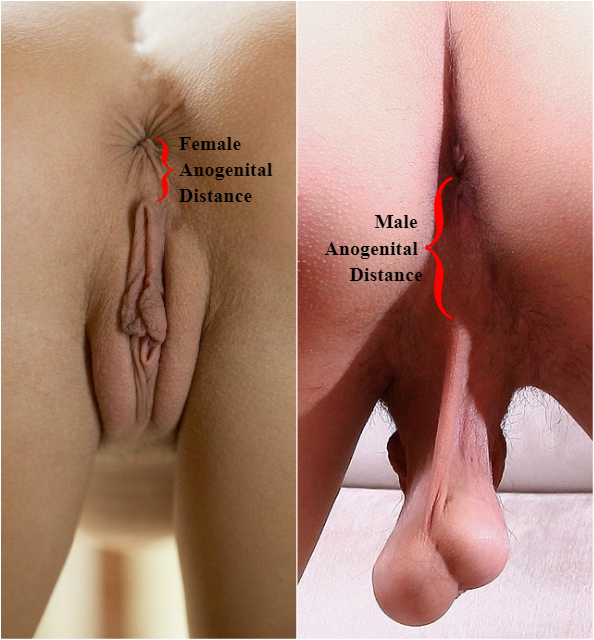
Odległość anogenitalna to odległość od odbytu do narządów płciowych. U kobiet odległość ta jest z reguły znacznie mniejsza niż u mężczyzn.

Odbyt ma stosunkowo dużą koncentrację zakończeń nerwowych, przez co może być strefą erogenną. Nerw sromowy, który rozgałęzia się, unerwiając zewnętrzny zwieracz odbytu, rozgałęzia się również na nerw grzbietowy łechtaczki i nerw grzbietowy prącia.
Oprócz zakończeń nerwowych, przyjemność ze stosunku analnego może być wynikiem bliskości odbytu i prostaty u mężczyzn oraz pochwy i łechtaczki u kobiet. Dzieje się tak z powodu pośredniej stymulacji tych narządów. Dla partnera penetrującego, ciasnota odbytu może być źródłem przyjemności poprzez uciskanie penisa. Przyjemność można osiągnąć również poprzez masturbację analną, palcówkę, facesitting, anilingus i inne aktywności bez penetracji. Rozciąganie odbytu lub fisting jest uważany przez niektórych za przyjemny, ale wiąże się z poważniejszym ryzykiem uszkodzenia ze względu na celowe rozciąganie tkanek odbytu i odbytnicy. Do obrażeń tych zalicza się pęknięcia zwieracza odbytu oraz perforację odbytnicy i esicy, co może skutkować śmiercią. Lubrykanty i prezerwatywy są powszechnie uważane za niezbędne podczas uprawiania seksu analnego, podobnie jak powolna i ostrożna penetracja.
Stosunek analny jest czasami określany jako sodomia i jest uważany za tabu w wielu systemach prawnych, a w niektórych jurysdykcjach nadal jest przestępstwem.

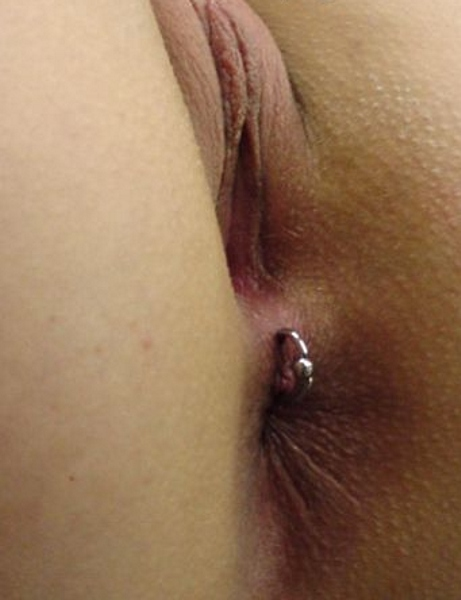
Piercing odbytu

### Higiena, kosmetyka i modyfikacje ciała

#### Higiena i kosmetyka
Aby zapobiegać chorobom odbytu i aby zachować ogólną higienę, ludzie często czyszczą zewnętrzną część odbytu po wypróżnieniu. W tym celu często stosuje się płukanie wodą z bidetu lub przecieranie papierem toaletowym, chociaż praktyki oczyszczania odbytu znacznie różnią się w zależności od kultury.
Golenie, przycinanie lub depilacja mogą pomóc w usunięciu owłosienia z okolic odbytu.
Wybielanie analne to zabieg polegający na rozjaśnieniu odbytu i krocza. Opalanie odbytu to proces, w którym odbyt zostaje opalony poprzez celowe wystawienie na działanie promieni słonecznych, co powoduje przyciemnienie tego obszaru.

#### Modyfikacje ciała
Piercing odbytu wykonuje się rzadko, ponieważ może on zaburzać funkcjonowanie odbytu i powodować infekcje.